# KkStB 1084
Die kkStB 1084 waren Elektrolokomotiven der k.k. Staatsbahnen (kkStB) für die Lokalbahn Lana-Burgstall–Oberlana.

## Geschichte
Die beiden Lokomotiven wurden 1913 von den Österreichischen Siemens-Schuckert Werken (elektrische Ausrüstung) und der Simmeringer Waggonfabrik für die in Südtirol gelegene Lokalbahn Lana–Burgstall–Oberlana gebaut.
Sie wurden mit 750 Volt Gleichstrom betrieben, hatten Mittelführerstand, auf dessen Dach sich die Stromabnehmer befanden, und zwei kurze Vorbauten, in denen die elektrische Ausrüstung Platz fand. Diese entsprach dem damaligen Stand von Gleichstromfahrzeugen und ähnelte stark dem eines zeitgenössischen Straßenbahnwagens.
Da der Personenverkehr auf der Lokalbahn eine untergeordnete Rolle spielte, wurden sie hauptsächlich im Güterverkehr eingesetzt.
Nach dem Ersten Weltkrieg verblieben die Fahrzeuge auf ihrer Stammstrecke und waren nunmehr in italienischem Besitz.
Beide Lokomotiven sind nach ihrer Ausmusterung in Lana und Oberlana als Denkmal aufgestellt worden.